# Синяк Попова
Синяк Попова (Echium popovii) — вид трав'янистих рослин родини шорстколисті (Boraginaceae), ендемік Криму.

## Опис
Дворічна рослина 20–50 см завдовжки. Всі листки, стебла, квіти й чашолистки густо вкриті довгими й тонкими або б. м. жорсткуватими шовковистим волосками, що сидять на помітних білуватих горбках. Колосоподібне суцвіття коротке, його довжина в 3–4 рази перевищує ширину.

## Поширення
Європа: Україна — Крим.
В Україні зростає у кам'янистих гірських степах, на узліссях соснових лісів, на південних схилах гір, до кордону з яйлами — Крим, рідко. Входить до переліку видів, які перебувають під загрозою зникнення на території м. Севастополя.

## Використання
Фарбувальна, жироолійна, медоносна, декоративна рослина.